# Partie polityczne Tadżykistanu
Partii politycznych w Tadżykistanie jest kilka, ale ważną dominującą rolę polityczną w państwie pełni Ludowo-Demokratyczna Partia Tadżykistanu. Oprócz niej istnieje jeszcze kilka mniejszych partii, które nie posiadają żadnego wpływu na politykę państwa.

## Partie polityczne
Obecne:
- Ludowo-Demokratyczna Partia Tadżykistanu
- Komunistyczna Partia Tadżykistanu
- Partia Demokratyczna
- Partia Socjaldemokratyczna
- Partia Socjalistyczna
- Partia Reform Gospodarczych Tadżykistanu
- Partia Sprawiedliwości
- Partia Agrarna

Dawne:
- Islamska Partia Odrodzenia Tadżykistanu (1990-2015)